# Абдуллин, Азат Хамматович
Азат Хамматович Абдуллин (26 июня 1931, деревня Ургин, Зианчуринский район, БАССР — 11 ноября 2023, Москва, Россия) — башкирский писатель, драматург и публицист. Народный писатель Республики Башкортостан (2014).

## Биография
С 1949 по 1953 год учился на историческом факультете Башкирского педагогического института, Уфа. С 1953 по 1956 год — аспирантура Института мировой литературы им. М.Горького, Москва.
После обучения возвращается в Уфу и преподаёт в Башкирском государственном университете (ныне Уфимский университет науки и технологий), затем уезжает в Москву, где становится профессиональным писателем и драматургом.
Литературной деятельностью занялся в 1963 году, написав пьесу «Не забывай меня, солнце!», посвящённую жизни поэта Сергея Чекмарёва. Пьеса была поставлена во многих театрах СССР (в частности, она около 10 лет шла на сцене Казахского государственного академического театра), несколько раз переиздавалась на башкирском и русском языках в Уфе и Москве. Член Союза писателей СССР с 1968 года. В 1975 году вступил в КПСС.
Всесоюзную известность Абдуллину принесла драма «Тринадцатый председатель» (1979) о взаимоотношениях критически оценивающего колхозную действительность и действующего по собственному усмотрению председателя колхоза Сагадеева и догматичного секретаря райкома Баимова. В 1985 году Абдуллин написал продолжение «Тринадцатого председателя» под названием «Последний патриарх».
В 2004 году по пьесе Абдуллина «Нездешний сад», рассказывающей о жизни Рудольфа Нуреева, был поставлен спектакль в Театре Романа Виктюка.
Помимо пьес Абдуллин также писал публицистические очерки («Табунщик», «Звучащее поле», «Сияние таланта») и повести.
Скончался 11 ноября 2023 года на 93-м году жизни.

## Награды и премии
- Орден «Знак Почёта» (16.11.1984)
- Народный писатель Республики Башкортостан (2014)
- Премия комсомола Башкирии им. С. Чекмарёва (1984)